# Tomomi Kahala
Tomomi Kahala (華原 朋美, Kahara Tomomi, née le 17 août 1974 à Tokyo (Japon) est une chanteuse de J-pop et actrice japonaise, qui connut un grand succès musical au milieu des années 1990 sous l'égide de son producteur et compagnon Tetsuya Komuro. De cette collaboration naissent les albums : Love Brace qui sera la 9ème meilleure ventes de l'année 1996 avec près de 2.5 millions d'exemplaires vendus, suivi de Storytelling en 1997 et Nine Cubes en 1998.
Le couple se sépare fin 1998, terminant également sa collaboration musicale après treize singles et trois albums en commun, concluant du même coup la période de succès de la chanteuse. Elle continuera cependant à sortir des disques jusqu'en 2006, d'abord avec le label Warner Music Japan, puis Universal Music Japan de 2004 à 2007, date à laquelle elle est renvoyée de son agence d'artistes et du label pour des problèmes de santé l'empêchant de se produire. 
En novembre 2008, l'arrestation pour escroquerie de son ex-compagnon Tetsuya Komuro aurait choqué l'artiste qui aurait été victime d'insomnie. Le 17 janvier 2009, elle fut transportée à l'hôpital, à la suite d'une ingestion trop importante de tranquillisants.
Elle opère un retour médiatique et commercial en 2013 avec son album Dream~Self cover Best qui obtiendra un succès d'estime en réalisant des ventes supérieures à ses précédents albums sortis dans les années 2000.
Suivront en 2014 deux albums de reprises : MEMORIES -Kahara Covers- et MEMORIES 2 -Kahara All Time Covers- qui lui offriront ses premiers top 10 depuis l'album One fine Day en 1999.
Son best-of All time Singles Best en 2015 confirme son retour en force en se classant neuvième du top albums dès sa première semaine, suivi en fin d'année par MEMORIES 3 -Kahara Back to 1995, où elle reprend des célèbres tubes sortis en 1995, année du début de sa carrière. 
En mai 2019, alors âgée de 44 ans, elle annonce être enceinte et devoir accoucher au mois d'août de la même année.

## Discographie

### Singles
1. 08.09.1995 : Keep Yourself Alive
2. 11.10.1995 : I Believe
3. 06.03.1996 : I'm Proud
4. 22.07.1996 : Love Brace
5. 02.10.1996 : Save Your Dream
6. 23.04.1997 : Hate Tell a Lie
7. 02.07.1997 : Love is All Music
8. 18.09.1997 : Tanoshiku Tanoshiku Yasashikune (たのしく たのしく やさしくね)
9. 11.02.1998 : I Wanna Go
10. 08.04.1998 : You Don't Give Up
11. 17.06.1998 : Tumblin' Dice
12. 29.07.1998 : Here We Are
13. 21.10.1998 : Daily News
14. 22.07.1999 : As a Person
15. 27.10.1999 : Be Honest
16. 23.02.2000 : Believe In Future ~Mayonaka no Cindellera~ (真夜中のシンデレラ)
17. 26.07.2000 : Blue Sky
18. 17.04.2001 : Never Say Never -Japanese version-
19. 08.08.2001 : Precious -Japanese version-
20. 24.10.2001 : Anata no Kakera (あなたのかけら)
21. 24.04.2002 : Akiramemashou (あきらめましょう)
22. 26.02.2003 : Pleasure - Crayon Shin Chan Animé Opening
23. 29.09.2004 : Anata ga Ireba (あなたがいれば)
24. 25.05.2005 : Namida no Tsuduki (涙の続き)
25. 22.02.2006 : Hana / Keep On Running (華)
26. 05.07.2006 : Ano Sayonara ni Sayonara wo (あのさよならにさよならを)

### Albums
Originaux
1. 03.06.1996 : Love Brace
2. 24.12.1997 : Storytelling
3. 26.11.1998 : Nine Cubes
4. 25.11.1999 : One Fine Day
5. 21.11.2001 : Love Again
6. 29.06.2005 : Naked

#### Cover Albums
1. 26.06.2013: Dream - Self Cover Best
2. 12.03.2014: MEMORIES -Kahara Covers
3. 01.10.2014: MEMORIES 2 -Kahara All Time Covers
4. 02.12.2015: MEMORIES 3 -Kahara Back to 1995

Compilation
1. 10.02.1999 : Kahala Compilation
2. 27.09.2001 : Best Selection
3. 17.07.2002 : Natural Breeze ~Kahala Best 1998-2002~
4. 14.12.2005 : Super Best Singles ~10th Anniversary
5. 24.06.2015: All time Singles Best
6. 24.06.2015: All time Selection Best

### Vidéos & DVD
1. 19.08.1995 : Paradox -Visual Queen of the Year '95-
2. 16.09.1995 : Keep Yourself Alive - Single-V
3. 27.03.1996 : I'm Proud - Single-V
4. 23.10.1996 : Save Your Dream - Single-V
5. 27.11.1997 : How to Make Tomomi Kahala
6. 12.12.2001 : Tomomi Kahala First Live 2001 ~Mattetekurete Arigatō~ (待っててくれてアリガトウ)
7. 27.03.2002 : Very Best of Music Clips
8. 07.12.2005 : 10th Anniversary Celebration Tomomi Kahara Concert 2005

## Comédies musicales
- Anne... la maison aux pignons verts (2005 - 2006) - Anne Shirley
- The Beautiful Game (2006) - Christine Warner
- Yuming song musicale "Girlfriends" (2006) - Mariko

## Récompenses
| 1995 | Fuji Television Visual Queen of the Year '95 - (Paradox)                       |
| 1995 | Japan Usen Awards - New Artist & Best New Artist (I Believe)                   |
| 1995 | All Japan Request Awards - Best New Artist (I Believe)                         |
| 1995 | Japan Record Awards - New Artist (I Believe)                                   |
| 1996 | Japan Gold Disk Awards - Best 5 New Artist                                     |
| 1996 | Japan Usen Awards - Exellence Prize                                            |
| 1996 | All Japan Request Awards - Yomiuri Telecasting Gold Artist                     |
| 1996 | Japan Record Awards - Exellence Prize (I'm Proud)                              |
| 1997 | Japan Gold Disk Awards - Best 5 Artist                                         |
| 1997 | Japan Usen Awards - Exellence Prize (Hate Tell a Lie)                          |
| 1997 | All Japan Request Awards - Yomiuri Telecasting Special Award (Hate Tell a Lie) |
| 1998 | Japan Gold Disk Awards - Pop Album of the Year (Storytelling)                  |
| 2004 | Japan Record Awards - Gold Prize (Anata ga Ireba)                              |
| 2005 | Queen of the "Nattō"                                                           |